# 14.ª etapa do Giro d'Italia de 2018
A 14.ª etapa do Giro d'Italia de 2018 decorreu em 19 de maio de 2018 entre San Vito al Tagliamento e Monte Zoncolan sobre um percurso de 186& km e foi vencida pelo ciclista britânico Chris Froome da Team Sky.

## Classificação da etapa
| \| Classificação por etapas \| Classificação por etapas \| Classificação por etapas \| Classificação por etapas \| Classificação por etapas \| \| Ciclista \| Ciclista \| Equipe \| Tempo \| \| \| ------------------------ \| ------------------------ \| ------------------------- \| ------------------------ \| ------------------------ \| \| 1. \| Chris Froome \| Team Sky \| 5h25m31s \| \| \| 2. \| Simon Yates \| Mitchelton-Scott \| + 6s \| \| \| 3. \| Domenico Pozzovivo \| Bahrain-Merida \| + 23s \| \| \| 4. \| Miguel Ángel López \| Astana \| + 25s \| \| \| 5. \| Tom Dumoulin \| Team Sunweb \| + 37s \| \| \| 6. \| Thibaut Pinot \| Groupama-FDJ \| + 42s \| \| \| 7. \| Wout Poels \| Team Sky \| + 1m07s \| \| \| 8. \| Sébastien Reichenbach \| Groupama-FDJ \| + 1m19s \| \| \| 9. \| Pello Bilbao \| Astana \| + 1m35s \| \| \| 10. \| Michael Woods \| EF Education First-Drapac \| + 1m43s \| \| |                       |                           |          |
| |                       |                           |          |
| Fonte: ProCyclingStats |                       |                           |          |
| Classificação por etapas |                       |                           |          |
| Ciclista | Ciclista              | Equipe                    | Tempo    |
| 1. | Chris Froome          | Team Sky                  | 5h25m31s |
| 2. | Simon Yates           | Mitchelton-Scott          | + 6s     |
| 3. | Domenico Pozzovivo    | Bahrain-Merida            | + 23s    |
| 4. | Miguel Ángel López    | Astana                    | + 25s    |
| 5. | Tom Dumoulin          | Team Sunweb               | + 37s    |
| 6. | Thibaut Pinot         | Groupama-FDJ              | + 42s    |
| 7. | Wout Poels            | Team Sky                  | + 1m07s  |
| 8. | Sébastien Reichenbach | Groupama-FDJ              | + 1m19s  |
| 9. | Pello Bilbao          | Astana                    | + 1m35s  |
| 10. | Michael Woods         | EF Education First-Drapac | + 1m43s  |

## Classificações ao final da etapa

### Classificação geral(Maglia Rosa)
| \| Classificação geral \| Classificação geral \| Classificação geral \| Classificação geral \| Classificação geral \| \| Ciclista \| Ciclista \| Equipe \| Tempo \| \| \| ------------------- \| ------------------- \| ------------------- \| ------------------- \| ------------------- \| \| 1. \| Simon Yates \| Mitchelton-Scott \| 61h19m51s \| \| \| 2. \| Tom Dumoulin \| Team Sunweb \| + 1m24s \| \| \| 3. \| Domenico Pozzovivo \| Bahrain-Merida \| + 1m37s \| \| \| 4. \| Thibaut Pinot \| Groupama-FDJ \| + 1m46s \| \| \| 5. \| Chris Froome \| Team Sky \| + 3m10s \| \| \| 6. \| Miguel Ángel López \| Astana \| + 3m42s \| \| \| 7. \| Richard Carapaz \| Movistar Team \| + 3m56s \| \| \| 8. \| George Bennett \| LottoNL-Jumbo \| + 4m04s \| \| \| 9. \| Pello Bilbao \| Astana \| + 4m29s \| \| \| 10. \| Patrick Konrad \| Bora-Hansgrohe \| + 4m43s \| \| |                    |                  |           |
| |                    |                  |           |
| Fonte: ProCyclingStats |                    |                  |           |
| Classificação geral |                    |                  |           |
| Ciclista | Ciclista           | Equipe           | Tempo     |
| 1. | Simon Yates        | Mitchelton-Scott | 61h19m51s |
| 2. | Tom Dumoulin       | Team Sunweb      | + 1m24s   |
| 3. | Domenico Pozzovivo | Bahrain-Merida   | + 1m37s   |
| 4. | Thibaut Pinot      | Groupama-FDJ     | + 1m46s   |
| 5. | Chris Froome       | Team Sky         | + 3m10s   |
| 6. | Miguel Ángel López | Astana           | + 3m42s   |
| 7. | Richard Carapaz    | Movistar Team    | + 3m56s   |
| 8. | George Bennett     | LottoNL-Jumbo    | + 4m04s   |
| 9. | Pello Bilbao       | Astana           | + 4m29s   |
| 10. | Patrick Konrad     | Bora-Hansgrohe   | + 4m43s   |

### Classificação por pontos(Maglia Ciclamino)
| Classificação por pontos | Classificação por pontos | Classificação por pontos      | Classificação por pontos | Classificação por pontos |
| Ciclista                 | Ciclista                 | Equipe                        | Pontos                   |                          |
| ------------------------ | ------------------------ | ----------------------------- | ------------------------ | ------------------------ |
| 1.                       | Elia Viviani             | Quick-Step Floors             | 237 pts                  |                          |
| 2.                       | Sam Bennett              | Bora-Hansgrohe                | 197 pts                  |                          |
| 3.                       | Simon Yates              | Mitchelton-Scott              | 98 pts                   |                          |
| 4.                       | Sacha Modolo             | EF Education First-Drapac     | 94 pts                   |                          |
| 5.                       | Davide Ballerini         | Androni Giocattoli-Sidermec   | 90 pts                   |                          |
| 6.                       | Marco Frapporti          | Androni Giocattoli-Sidermec   | 89 pts                   |                          |
| 7.                       | Danny van Poppel         | LottoNL-Jumbo                 | 89 pts                   |                          |
| 8.                       | Niccolò Bonifazio        | Bahrain-Merida                | 68 pts                   |                          |
| 9.                       | Eugert Zhupa             | Wilier Triestina-Selle Italia | 64 pts                   |                          |
| 10.                      | Enrico Battaglin         | LottoNL-Jumbo                 | 59 pts                   |                          |

### Classificação da montanha(Maglia Azzurra)
| Classificação da montanha | Classificação da montanha | Classificação da montanha   | Classificação da montanha | Classificação da montanha |
| Ciclista                  | Ciclista                  | Equipe                      | Pontos                    |                           |
| ------------------------- | ------------------------- | --------------------------- | ------------------------- | ------------------------- |
| 1.                        | Simon Yates               | Mitchelton-Scott            | 76 pts                    |                           |
| 2.                        | Esteban Chaves            | Mitchelton-Scott            | 47 pts                    |                           |
| 3.                        | Thibaut Pinot             | Groupama-FDJ                | 40 pts                    |                           |
| 4.                        | Chris Froome              | Team Sky                    | 35 pts                    |                           |
| 5.                        | Fausto Masnada            | Androni Giocattoli-Sidermec | 35 pts                    |                           |
| 6.                        | Valerio Conti             | UAE Team Emirates           | 33 pts                    |                           |
| 7.                        | Matteo Montaguti          | AG2R La Mondiale            | 29 pts                    |                           |
| 8.                        | Domenico Pozzovivo        | Bahrain-Merida              | 28 pts                    |                           |
| 9.                        | Richard Carapaz           | Movistar Team               | 23 pts                    |                           |
| 10.                       | Giulio Ciccone            | Bardiani CSF                | 22 pts                    |                           |

### Classificação dos jovens(Maglia Bianca)
| Classificação dos jovens | Classificação dos jovens | Classificação dos jovens    | Classificação dos jovens | Classificação dos jovens |
| Ciclista                 | Ciclista                 | Equipe                      | Tempo                    |                          |
| ------------------------ | ------------------------ | --------------------------- | ------------------------ | ------------------------ |
| 1.                       | Miguel Ángel López       | Astana                      | 61h23m33s                |                          |
| 2.                       | Richard Carapaz          | Movistar Team               | + 14s                    |                          |
| 3.                       | Ben O'Connor             | Dimension Data              | + 2m00s                  |                          |
| 4.                       | Sam Oomen                | Team Sunweb                 | + 2m15s                  |                          |
| 5.                       | Maximilian Schachmann    | Quick-Step Floors           | + 5m19s                  |                          |
| 6.                       | Valerio Conti            | UAE Team Emirates           | + 15m01s                 |                          |
| 7.                       | Fausto Masnada           | Androni Giocattoli-Sidermec | + 17m45s                 |                          |
| 8.                       | Jack Haig                | Mitchelton-Scott            | + 32m25s                 |                          |
| 9.                       | Matej Mohorič            | Bahrain-Merida              | + 34m28s                 |                          |
| 10.                      | Felix Großschartner      | Bora-Hansgrohe              | + 44m04s                 |                          |

### Classificação por equipas"Super Team"
| Classificação por equipes | Classificação por equipes | Classificação por equipes | Classificação por equipes |
| Equipe                    | Equipe                    | Tempo                     |                           |
| ------------------------- | ------------------------- | ------------------------- | ------------------------- |
| 1.                        | Sky                       | 184h15m54s                |                           |
| 2.                        | Astana                    | + 2m46s                   |                           |
| 3.                        | Mitchelton-Scott          | + 6m51s                   |                           |
| 4.                        | UAE Team Emirates         | + 18m59s                  |                           |
| 5.                        | Movistar Team             | + 23m01s                  |                           |
| 6.                        | Groupama-FDJ              | + 27m59s                  |                           |
| 7.                        | AG2R La Mondiale          | + 30m24s                  |                           |
| 8.                        | Bora-Hansgrohe            | + 30m24s                  |                           |
| 9.                        | Dimension Data            | + 32m07s                  |                           |
| 10.                       | Team Sunweb               | + 33m10s                  |                           |

## Abandonos
- Tim Wellens, não tomou a saída ao se encontrar doente.[2]
- Thomas Scully, não tomou a saída.